# متتالية لوكاس
في الرياضيات، متتالية لوكاس (بالإنجليزية: Lucas sequence)‏، هو نوع خاص من المتتاليات من الأعداد الصحيحة عرفن بواسطة تعريف خطي ذاتي الاستدعاء.
{\displaystyle x_{n}=P\cdot x_{n-1}-Q\cdot x_{n-2}}